# Академічна хорова капела Удмуртської державної філармонії «Avis cantu»
Академі́чна хоро́ва капе́ла Удму́ртської держа́вної філармо́нії «Avis cantu» (рос. Академическая хоровая капелла Удмуртской государственной филармонии «Avis cantu») — професійний музичний колектив, створений при Удмуртській державній філармонії в місті Іжевськ, Удмуртія, Росія. Колектив є лауреатом Державної премії Удмуртії (1982) та лауреатом премії Спілки композиторів Удмуртії імені Германа Корепанова. Назва Avis cantu означає співоча пташка.
Колектив давав концерти не лише по Удмуртії та Росії, але й за кордоном — в Естонії та Угорщині.

## Історія
Колектив був заснований 1 березня 1933 року як Удмуртська драматично-хорова трупа. Трохи згодом він отримав назву Хор Удмуртського радіокомітету, а ще пізніше — Хор Удмуртського радіо або Хор Удмуртського радіо і телебачення. З 1994 року він називається Хорова капела ДТРК «Удмуртія», з 2003 року — Академічна хорова капела «Avis cantu».
Біля витоків колективу стояли відомі музиканти — випускниця Петербурзької консерваторії, оперна співачка Є. В. Молоткова та російський композитор та хоровий диригент Дмитро Васильєв-Буглай. В різні роки колективом керували А. І. Гордон, Герман Корепанов, Розита Анкудинова, Г. А. Прокопенко, Л. Г. Казберов. З 1991 року художнім керівником та головним диригентом є заслужений діяч мистецтва Удмуртії А. М. Щербаков.
За роки свого існування капела створила унікальний фонд звукозаписів, який відображає історію пісенного та хорового мистецтва удмуртів. Ціла низка фонограм капели знаходиться в постійному фонді радіо Росії. В 1995 році капела стала першим колективом республіки, якому наказом Міністерства культури Росії була надано високе звання Академічної.

## Структура
В складі капели діють дві автономні групи:
- інструментальна група «Cantus plus» — створена 2006 року, репертуар включає класику джаза, легку музику різних напрямків, рок-композиції та ретро-шлягери. В складі групи — Олексій Прозоров (соло-гітара), Віталій Горшунов (бас-гітара), Андрій Імбірев (клавішні), Максим Яковлев (ударні);
- вокальний жіночий квартет — репертуар складається з пісень із фільмів, музики в танцювальних ритмах 1960-1990-х років. Склад квартету — Ірина Романова, Анастасія Лебедєва, Віра Яковлева, Анастасія Бизова.